# Klonfichten
Klonfichten, auch als Klon-Fichten bezeichnet, sind genetisch identische Nachkommen von Fichten (Picea), die durch Klonzüchtung vermehrt werden. Durch das Klonen sollen gezielt bestimmte Eigenschaften vererbt werden, wie Resistenz gegen Schädlinge, schnelles Wachstum oder Anpassung an spezielle Umweltbedingungen (wie Stürme oder Trockenheit). Diese, traditionell in Monokultur angepflanzten, Fichten spielen insbesondere aufgrund ihrer Schnellwüchsigkeit, eine bedeutende Rolle in der klassischen Forstwirtschaft.
Geklonte Bäume sind nicht mit gentechnisch veränderten Pflanzen (incl. Genome Editing) gleichzusetzen, da sowohl genetisch veränderte als auch genetisch unveränderte Pflanzen geklont werden können.

## Allgemeines
Fichten sind immergrüne Nadelbäume, die zur Familie der Kieferngewächse (Pinaceae) gehören. Sie sind in der nördlichen Hemisphäre weit verbreitet und bevorzugen kühlere, feuchte Klimazonen. Die Klonzüchtung basiert auf der vegetativen Vermehrung, bei der Stecklinge oder Gewebekulturen genutzt werden, um identische Nachkommen einer genetisch überlegenen Mutterpflanze zu erzeugen. Diese Methode ermöglicht eine gezielte Auswahl von Exemplaren, die bestimmte vorteilhafte Eigenschaften besitzen.
Insgesamt steht die Monokultur jedoch aus unterschiedliche Gründen auf dem Prüfstand, da immer mehr Argumente für einen Umstieg auf widerstandsfähige Mischwälder sprechen.

### Vorteile
1. Erhöhte Resilienz: durch Züchtung, können Klonfichten gezielt widerstandsfähiger gegen bekannte Holzschädlinge, wie den Borkenkäfer, gemacht werden.[2]
2. Effizienz: Schnelles Wachstum und einheitliche Holzeigenschaften erleichtern die industrielle Verarbeitung, insbesondere in der Zellstoff- und Papierproduktion.
3. Aufforstung: besonders in Höhenlagen bis 900 Meter eignen sich geklonte Fichtenstecklinge gut zur Wiederaufforstung.[3]

### Nachteile und Risiken
1. Wetterresistenz: Erhöhte Anfälligkeit für Waldschäden bei Bränden, Stürmen und Extremwetter[4]
2. Biodiversität: Monokulturen aus Klonfichten bieten Lebensraum für deutlich weniger Insekten- und Vogelarten sowie Wirbeltiere.[1][4]
3. Krankheitsanfälligkeit: Klonfichten sind anfälliger für neuartige Schädlinge, Pilze oder Krankheiten.
4. Stabilität und Funktionalität des Ökosystems leiden unter der geringen genetischen Vielfalt

## Einsatz in der Praxis
Die Forstwirtschaft nutzt Klonfichten seit Jahrzehnten, insbesondere in Regionen wie Skandinavien und Mitteleuropa. Hier werden sie gezielt angebaut, um hohe Holzqualität und Erträge zu sichern. Gleichzeitig gibt es Forschungsprojekte wie das BIOTREE-Experiment, die untersuchen, wie Mischbestände mit Klonfichten die Ökosystemstabilität verbessern können.

## Ökologische und wirtschaftliche Bedeutung
Als Wirtschaftswald genutzte Fichtenwälder sind ökonomisch von großer Relevanz und allein in Deutschland verdienen rund 700.000 Menschen mit Holz und seinen Nebenprodukten ihren Lebensunterhalt. Sie liefern Rohstoffe für Bau- und Papierindustrien, speichern Kohlenstoff und prägen noch immer viele europäische Landschaften. Jedoch reagieren industriell angebaute Fichten-Monokulturen empfindlicher auf Stürme, Trockenheit und Schädlingsbefall, als natürlich gewachsene Wälder. Während es früher gängige Praxis war, Schäden mit subventionierter Aufforstung zu begegnen, sowie dem Abtransport von Totholz und von Borkenkäfern befallenem Holz, hat mittlerweile ein Umdenken eingesetzt. Eine Studie ses Karlsruher Instituts für Technologie hat mittlerweile den Nachweis erbracht, dass reine Tannen- oder Fichtenwälder eine geringere Biodiversität als Mischwälder, aufweisen, die sich zwar schlechter bewirtschaften lassen, aber zusätzlich widerstandsfähiger gegen Extremwetterereignisse sind. Um auch naturnahe Wälder rentabel zu bewirtschaften, müssen neue, nachhaltige Bewirtschaftungsmethoden entwickelt werden.
Natürliche Waldbestände, die auch Fichten enthalten, gibt es in Mitteleuropa vor allem als Bergmischwälder, in denen die Fichte sich Buchen und Tannen anzutreffen ist. Diese Ökosysteme, die als eigener Lebensraumtyp gelten, sind nur noch in Mittelgebirgen (u. a. im Bayerischen Wald) und den Alpen zu finden und so selten geworden, dass sie in ihrem Bestand bedroht sind.